# Pandya's
De Pandya's (Tamil: பாண்டியர்) waren een Tamil-dynastie in Zuid-India. Samen met de Chola's en Chera's vormen ze de drie oude Tamildynasties die van de prehistorie tot de 15e eeuw over het zuiden van India heersten. De Pandya's hadden oorspronkelijk Korkai als hoofdstad, maar later werd dit Madurai.
De Pandya's worden al genoemd in de Sangamliteratuur uit de 2e eeuw n.Chr. maar komen ook voor in Griekse en Romeinse bronnen. In de Chinese Weilüe komen ze voor als 盤越 (Panyue) of 漢越王 (Hanyue Wang).
Deze eerste Pandya-dynastie verdween met de invasie van de Kalabhra's. In de 6e eeuw kwam de dynastie weer aan de macht onder Kadungon die de Kalabhra's uit het gebied van de Tamils verdreef en vanuit Madurai regeerde. Met de opkomst van de Chola's in de 9e eeuw verdwenen de pandya's weer naar de achtergrond. Tot de 13e eeuw waren de Pandya's samen met de Singalezen en Chera's in een continue strijd met de Chola's verwikkeld om ze uiteindelijk weer te verdrijven.
Onder koning Jatavarman Sundara Pandyan (rond 1251) bereikte het Pandya-rijk zijn hoogtepunt toen deze het uitbreidde over Telugutalig gebied en het noorden van Sri Lanka. Het Pandya-rijk had nauwe handelsbanden met het Zuidoost-Aziatische Srivijaya-rijk en zijn opvolgers.
Vanaf de 14e eeuw werd het rijk binnengevallen door de legers van het sultanaat Delhi. Het kwam in de 16e eeuw ten einde met de oprichting van het sultanaat Madurai.
De Pandya's waren een handelsnatie. Ze controleerden de parelkwekerij langs de kusten van Zuid-India en Sri Lanka, waar een aantal van de duurste parels uit de Premoderne Tijd vandaan kwamen.

## Voetnoten
1. ↑  (en)  Vertaling van de Weilüe door John Hill